# 우르 (초대륙)
우르(Ur)는 약 30억 년 전, 시생누대 초기에 형성된 것으로 추정되는 최초의 대륙이다. 그 크기는 현재의 오스트레일리아보다 작은 것으로 추정되며, 다른 대륙괴들이 생성되고 지각 운동이 활발해지면서 신시생대 시점인 약 28억 년 전에는 새로운 초대륙인 케놀란드의 일부가 되었다. 이후에는 콜롬비아 초대륙, 로디니아 초대륙 등의 일부가 되며 계속해서 단일한 대륙 상태를 유지하고 있다가, 약 2억 8백만년 전 초대륙 판게아가 로라시아와 곤드와나로 갈라질 때 쪼개졌다. 현재 우르 대륙을 구성하고 있던 암석들은 아프리카, 인도, 오스트레일리아와 마다가스카르에 남아 있다.